# Adoni
Adoni là một thành phố và khu đô thị trong quận Kurnool trong bang Andhra Pradesh của Ấn Độ.

## Địa lý
Adoni có vị trí 15°38′B 77°17′Đ / 15,63°B 77,28°Đ Nó có độ cao trung bình là 435 mét (1427 foot).

## Cơ cấu dân số
Theo điều tra dân số Ấn Độ năm 2001, Adoni có dân số 155.969 người. Nam giới chiếm 51% dân số, nữ giới chiếm 49% dân số. Adiramapattinam có tỷ lệ biết chữ bình quân 52%, thấp hơn mức trung bình 59,5% của toàn quốc; với 59% đàn ông và 41% phụ nữ biết chữ. 13% dân số có độ tuổi dưới 6. Các ngôn ngữ được sử dụng ở đây gồm tiếng Tegulu và tiếng Kannada.